# Фемоноя
Фемоноя (грец. Φημονόη) — дочка Аполлона, перша жриця в Дельфах. Її вважали винахідницею гекзаметра — через це ім'я Фемоної слугувало для означення взагалі провісниці. Їй приписується авторство вислову «Пізнай себе». Інколи ототожнювалася з кумською сивілою.
Однак Павсаній вважав, що вона не винайшла гекзаметр, а лише застосувала його в передбаченнях. Діоген Лаертський вважає автором гекзаметра Фалеса.
Вважалася матір'ю Калханта, батько — Тестор.